# Vision Electronic Recording Apparatus
Vision Electronic Recording Apparatus (VERA) foi um formato de videoteipe de gravação analógica desenvolvido em 1952 pela BBC sob o gerente de projeto Dr. Peter Axon .
Para gravar altas frequências, uma fita deve se mover rapidamente em relação à cabeça de gravação ou reprodução. As frequências usadas pelos sinais de vídeo são tão altas que a velocidade da fita / cabeça é da ordem de vários metros por segundo (dezenas de pés por segundo), uma ordem de magnitude mais rápida que a gravação em fita de áudio analógica profissional. A BBC resolveu o problema usando 52
-centímetro (20 pol)   bobinas de fita magnética que passaram por cabeças estáticas a uma velocidade de 5,08 metros por segundo (16,7 ft/s).
A VERA foi capaz de gravar cerca de 15 minutos (por exemplo, 4.572 metros) de vídeo em preto-e-branco de 405 linhas por rolo e a imagem tendeu a tremer porque os pulsos de sincronização que mantêm a imagem estável não foram gravados com precisão.
Para lidar com as transmissões em cores PAL ou SECAM de 625 linhas, a VERA provavelmente exigiria uma velocidade de fita ainda mais rápida e possivelmente inviável.
O desenvolvimento começou em 1952, mas a VERA não foi aperfeiçoada até 1958. Foi dada uma demonstração ao vivo no ar em Panorama em 14 de abril de 1958; Richard Dimbleby, sentado ao lado de um relógio, falou por alguns minutos sobre o novo método de gravação da visão com uma reprodução instantânea e, em seguida, a fita foi enrolada e reproduzida novamente. A imagem era um pouco aguada, mas razoavelmente assistível, e a reprodução instantânea era algo completamente novo.
No entanto, a essa altura, ele já estava obsoleto pelo sistema de gravação de vídeo em quadruplex Ampex . Utilizou 5
-centímetro (2,0 pol)   fitas largas rodando a uma velocidade de 38 centímetros (15 pol)     por segundo. A velocidade rápida fita-a-cabeça da fita de vídeo quadruplex foi alcançada girando as cabeças rapidamente em um tambor: o sistema usou, com variações, todos os sistemas de fita de vídeo desde então, assim como o DAT .
A BBC descartou a VERA e adotou rapidamente o sistema Ampex. Foi sugerido que a BBC apenas continuou a desenvolver o VERA como uma ferramenta de negociação, por isso seriam oferecidas algumas das primeiras máquinas Ampex produzidas em troca não declarada por abandonar mais trabalhos em um rival em potencial.